# Il Monello (rivista)
Il Monello è stata una rivista di fumetti settimanale, per bambini prima e per adolescenti dopo, pubblicata dagli anni trenta ai novanta dalla Editoriale Universo dei fratelli Alceo, Cino e Domenico del Duca, interessati a valorizzare gli autori italiani. La rivista deve il suo nome al protagonista del film di Charlie Chaplin, Il Monello, interpretato dal giovane Jackie Coogan. Accolse tra le sue pagine fumetti e strisce divenute piuttosto celebri, come Arturo e Zoe, così come illustrazioni di autori altrettanto celebri, come Walter Molino. Negli anni modificò il formato e i contenuti e dagli anni settanta i fumetti lasciarono sempre più spazio a rubriche musicali rivolte ad un pubblico adolescenziale. Venne pubblicata per oltre cinquanta anni arrivando a superare i duemila numeri.

## Storia editoriale
La testata si ispira al film omonimo di Charlie Chaplin interpretato da Jackie Coogan nel 1921 e a Skippy, importante personaggio dei fumetti creato da Percy Crosby e protagonista di un lungometraggio del 1931. La testata edita dall'Editoriale Universo e destinata a un pubblico di bambini, richiama il personaggio di Chaplin ma il protagonista delle storie che pubblica è Skippy nell'interpretazione di Jackie Cooper. Il primo numero pubblica in prima pagina senza nuvolette ma con testo a didascalia in rima, una storia autoconclusiva realizzata da V. Castelli in sei quadri intitolata "Jackie Cooper gioca una partita di rugby" mantenendo questa formula per molto tempo fino a quando non vengono introdotte le nuvolette.
La testata esordisce in edicola nel maggio 1933 e viene pubblicata settimanalmente in formato giornale bicromia (nero e rosso) e poi, dal 1937, in tricromia fino al settembre 1939 per 339 numeri. Alla sospensione della pubblicazione le storie a fumetti confluiscono nella testata Intrepido dello stesso editore. In questo primo periodo pubblica esclusivamente storie di autori italiani al quale, dal 1937, affianca anche storie di produzione americana. 
Riprende a essere pubblicata nel 1953 con una nuova numerazione e in formato libretto, dedicato a bambini e adolescenti, con personaggi creati da Luigi Grecchi che entreranno nella storia del fumetto come Forza John disegnata da Erio Nicolò e Rocky Rider disegnato da Mario Uggeri e Loredano Ugolini oltre a serie come Arturo e Zoe di Ernie Bushmiller e altre scritte e disegnate da Gino Gavioli e da Antonio Terenghi come il celebre Pedrito el Drito. Riappare anche il personaggio del Monello, ora chiamato Superbone, protagonista di una serie di storie con una zia e un gruppo di amici; questa serie durerà molti anni grazie a buoni autori e ai disegni di Erio Nicolò.
Dal 1963 il conto delle annate inizia a tenere in considerazione anche il primo ciclo di pubblicazioni anteguerra per cui si passa dal 1962, anno X della seconda serie, al 1963, anno XXXI dall'esordio nel 1933. 
Dal n° 29 del 1964 inizia un terzo ciclo della vita della rivista che viene rinominata Il Monello Jet assorbendo il settimanale Jimmy Jet; cominciano ad apparire rubriche,  fotoromanzi e alcuni personaggi umoristici di scuola franco-belga. Riprende la vecchia denominazione a partire dal n° 12 del 1967. 
La testata cambia ancora formato a partire dal primo numero del 1970 passando da quello a libretto (cm 12,2x17,8) a uno più grande (16x22,5 cm che la caratterizzerà fino al 1974 quando, dal n° 27 del 1974 passa a un formato più grande (19x24,5). Cominciano ad apparire rubriche sportive e musicali (oltre all'inserto settimanale monografico Io proprio io, dedicato di volta in volta a un personaggio dello sport o dello spettacolo) modificando il target di riferimento. Diventa così una rivista per adolescenti, aumentando dal 1980 lo spazio dedicato a rubriche e interviste che occupano ora un numero rilevante di pagine. Il motivo di tale scelta editoriale si lega sia alla tendenza dei giornali dell'epoca che alla fascia di pubblico maggiormente lucrativa per questi: gli adolescenti.; coerentemente, il sottotitolo della rivista si modifica in “il settimanale che fa spettacolo” per poi diventare “Fumetti attualità musica e tv”. Dal 1987 lo spazio dedicato ai fumetti viene ulteriormente ridotto. Dal n° 9 del 1989 la testata diventa “Il Monello nuovo” e dal n° 38 del 1989 diventa Il Monello Okay!, denominazione che verrà mantenuta fino alla sospensione definitiva delle pubblicazioni nel 1990. In 57 anni verranno pubblicati un totale di 2.325 numeri.
Tra i collaboratori che scrissero in quel periodo sul Monello, ricordiamo Renzo Arbore, Enzo Tortora, Franco Simone, Gianni Vasino, Alfredo Rossi, Luciano Gianfranceschi, Federico Urban, Renato Colombo.